# Glan (Sarangani)
Glan é um município de  primeira classe de renda municipal (d) na província Sarangani, nas Filipinas. De acordo com o censo de 1 de maio  de  2020 possui uma população de 109 547 pessoas e 27 233 domicílios.